# Amurado
Amurado es un tango cuya letra pertenece a José De Grandis en tanto que la música es de Pedro Laurenz  y Pedro Maffia. Fue grabado, entre otros artistas, por Carlos Gardel, Agustín Magaldi, Roberto Goyeneche, Adriana Varela, Julio Sosa y Osvaldo Pugliese.

## Los autores
José De Grandis (Buenos Aires Argentina, 27 de febrero de 1888 – ídem., 3 de diciembre de 1932), cuyo nombre completo era José Pedro De Grandis fue un letrista, violinista y compositor dedicado al género del tango. Entre sus obras se recuerdan especialmente, además de Amurado,  los tangosCotorrita de la suerte y Recordándote.

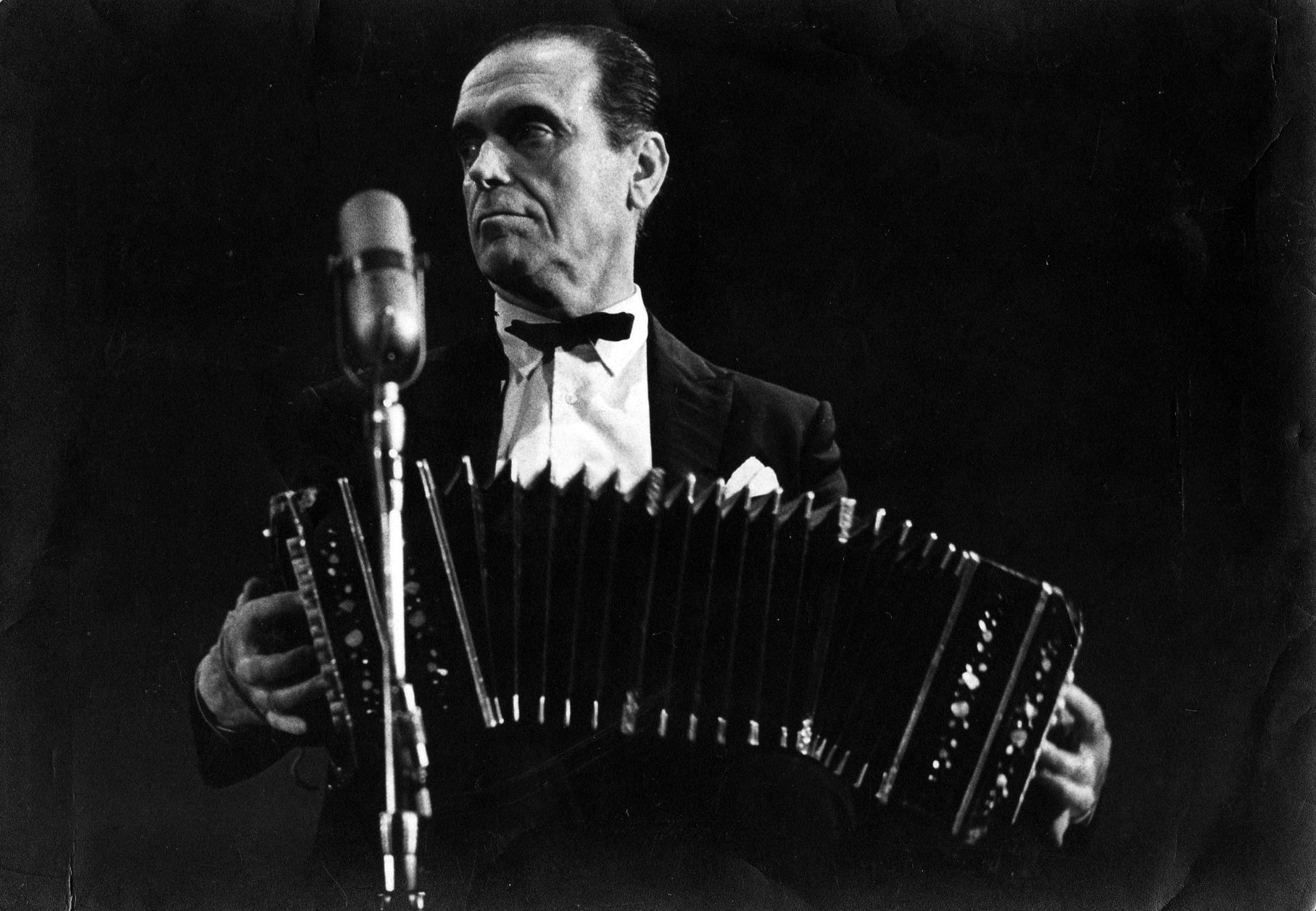
Pedro Laurenz con su Bandoneón en Japón

Pedro Láurenz ( Buenos Aires, 10 de octubre de 1902 - Buenos Aires 7 de julio de 1972) fue un destacado bandoneonista, director y compositor argentino de tango. Integró el célebre sexteto de Julio de Caro y la primera formación del Quinteto Real (Láurenz-Salgán-De Lío-Francini-Ferro), formado en 1959. En la Década de Oro del tango dirigió una conocida orquesta que actuó entre 1934 y 1953, en la que se destacó el cantante Alberto Podestá.
Pedro Mario Maffia ( Buenos Aires, 28 de agosto de 1899 – ídem., 16 de octubre de 1967) fue un bandoneonista, director, compositor y docente argentino.
Es considerado uno de los grandes bandoneonistas de Argentina.

## Creación
En 1922 De Grandis integró de manera fugaz la orquesta dirigida por Luis Petrucelli para actuar en el Casino Pigall. En 1925 integró el sexteto que dirigía el bandoneonista Enrique Pollet actuando en el Café El Parque, de Lavalle y Talcahuano (antes se llamaba Café Internacional) en cuyo entrepiso estaba la Rotisería Argentina y también una casa de citas regenteada por Madame Fontane. En una de las ocasiones en que Pedro Laurenz concurrió al local para escuchar a su amigo Pollet, De Grandis le acercó unos versos que había escrito y se puso a musicalizarlos junto con Pedro Maffia – por entonces ambos tocaban en el sexteto de Julio De Caro-  dando nacimiento en 1925 al tango Amurado.

## Valoración
Si bien De Grandis fue un letrista modesto que utilizó en sus tangos todos los lugares comunes característicos del género, en Amurado, esos lugares son delicadamente decantados por el poeta. La música de Maffia y Laurenz embelleció sus versos y la memorable interpretación de Agustín Magaldi al grabarlo el 10 de septiembre de 1927 le dio un empuje hacia la popularidad. Orlando del Greco cita en especial dos de sus metáforas, «una tarde más tristona que la pena que me aqueja» y «pero llevo más en curda a mi pobre corazón», de las que dice que no carecen de vigor y de cierta originalidad.
Del Priore y Amuchástegui opinan que:

Con algo del Pascual Contursi de Mi noche triste, algo del inspirado empleo del lunfardo de Celedonio Flores, e imágenes originales, Amurado es el tango más logrado de De Grandis...Laurenz y Maffia...crearon una pieza cuyo atractivo se refleja en la cantidad de versiones instrumentales que tuvo, y en la que cobró especial importancia la bella variación de bandoneón creada por Laurenz (ejecutada una vez en los agudos y otra en los graves).

Francisco García Jiménez dice, refiriéndose a Laurez y Maffia, que Amurado es:

"el tango que reflejaría el elocuente diálogo de agudos y graves que entablaron sus bandoneones de asombro."

## Grabaciones
Fue grabado, entre otros artistas, por Ernesto Baffa, José Basso, Francisco Canaro con la voz de Agustín Irusta, Julio de Caro, Ignacio Corsini, René Cóspito, Carlos Gardel, el trío Irusta-Fugazot-Demare, Rubén Juárez, Agustín Magaldi, Roberto Goyeneche, Edmundo Rivero, Sexteto Mayor, Adriana Varela, Jorge Vidal, Julio Sosa y Osvaldo Pugliese.

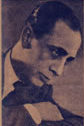
Pedro Maffia en 1929

## Censura radiofónica
A partir de 1943 dentro de una campaña iniciada por la dictadura militar de 1943 que obligó a suprimir el lenguaje lunfardo, como así también cualquier referencia a la embriaguez o expresiones que en forma arbitraria eran consideradas inmorales o negativas para el idioma o para el país, así, por ejemplo, se prohibió la emisión por radio de Cafetín de Buenos Aires por su supuesto pesimismo y por la comparación entre el cafetín y la madre.
Las restricciones continuaron al asumir el gobierno constitucional del general Juan Domingo Perón y en 1949 directivos de Sadaic le solicitaron al administrador de Correos y Telecomunicaciones en una entrevista que se las anularan, pero sin resultado. Obtuvieron entonces una audiencia con Perón, que se realizó el 25 de marzo de 1949, y el presidente –que afirmó que ignoraba la existencia de esas directivas- las dejó sin efecto.
En enero de 1950 SADAIC cuestionó a Radio El Mundo por aplicar criterios restrictivos sobre los temas de las canciones. En 1952 la entidad de los autores acordó con las autoridades una lista de canciones populares que por razones de buen gusto o decoro idiomático no debían pasarse por radio. Opina al respecto el escritor Oscar Conde que en definitiva, SADAIC no cuestionaba la censura en sí misma sino quién la aplicaba.
En octubre de 1953 se aprobó la Ley de Radiodifusión n° 14 241 que no tenía previsiones sobre el uso del lenguaje popular en radio pero las restricciones en alguna medida continuaron.
Debido a la censura, en la etiqueta de los discos al nombre de Amurado, voz lunfarda proveniente del genovés, se le agregó Abandonado, su traducción adecentada.